# 王朝文
王朝文（1930年10月—），男，苗族，贵州黄平人，中华人民共和国政治人物。

## 生平
王朝文是贵州省黄平县牛岛寨人。1951年加入中国共产党。1960年，任共青团贵州省委副书记。1973年，任共青团贵州省委书记。1980年，升任中共贵州省委书记、贵州省副省长。1983年4月，任贵州省省长。1994年，任贵州省人大常委会主任。1993年，任全国人大民族委员会主任。1998年3月，第九届全国人大第一次会议上，他当选全国人民代表大会常务委员会委员。